# Angelo Damiano
Pour les articles homonymes, voir Damiano.
Angelo Damiano (né le 30 septembre 1938 à Barra) est un coureur cycliste italien. Lors des Jeux olympiques d'été de 1964 à Tokyo, il a remporté la médaille d'or du tandem, avec Sergio Bianchetto.

## Palmarès

### Jeux olympiques
- Tokyo 1964
  -  Champion olympique du tandem (avec Sergio Bianchetto)

### Championnats du monde
- Amsterdam 1967
  -  Médaillé de bronze de la vitesse individuelle

### Championnats nationaux
- Champion d'Italie du tandem (avec Sergio Bianchetto)